# Filmagem
Filmagem é o ato de filmar, registrar imagens com impressão de movimento sobre um suporte cinematográfico, denominado filme ou película cinematográfica. Também é o processo de realização de um filme, produto audiovisual finalizado.
Por extensão, adotada mais recentemente, a palavra filmagem refere-se a todo ato de registrar imagens com impressão de movimento, assim como a todo processo de realização de produtos audiovisuais, independentemente da tecnologia utilizada.
Numa produção audiovisual, a filmagem é o processo central, a partir do qual se organiza o planejamento de todas as suas etapas anteriores ("pré-produção"), tais como a elaboração do argumento, a redação do roteiro, a decupagem, o desenvolvimento do projeto, a preparação, etc.; bem como as etapas posteriores ("pós-produção"), incluindo a montagem, a edição de som, a dublagem, a realização de efeitos especiais, etc. Em Portugal, o termo mais apropriado para este processo é rodagem.

## Uso restrito do termo
Até os anos 1970, quando havia diferenças significativas entre os processos cinematográficos e televisivos, o termo filmagem era usado, na língua portuguesa, de forma restrita, aplicando-se apenas às produções realizadas em película; no caso de produtos registrados em vídeo, falava-se em gravação, ou, de forma mais genérica, em rodagem ou captação de imagens.
O uso restrito já apresentava alguns problemas: "gravação" muitas vezes confundia-se com o registro exclusivo do som, e além disso o registro fotográfico de imagens fixas, embora feito em película ou filme, não tinha por que ser considerado "filmagem". Mesmo assim, muitos manuais publicados no período insistiam na diferenciação dos termos "filmagem" e "gravação", assim como entre "filmar" e "gravar" .
Em outras línguas, como por exemplo o inglês, o problema era menos visível, já que a palavra utilizada para designar o registro de imagens ("shooting") é suficientemente neutra para se aplicar a qualquer processo tecnológico. Já o termo que se refere ao processo de realização ("filmmaking") é também derivado de "film" e portanto, a princípio, restrito à tecnologia fotoquímica.

## Ampliação de uso do termo

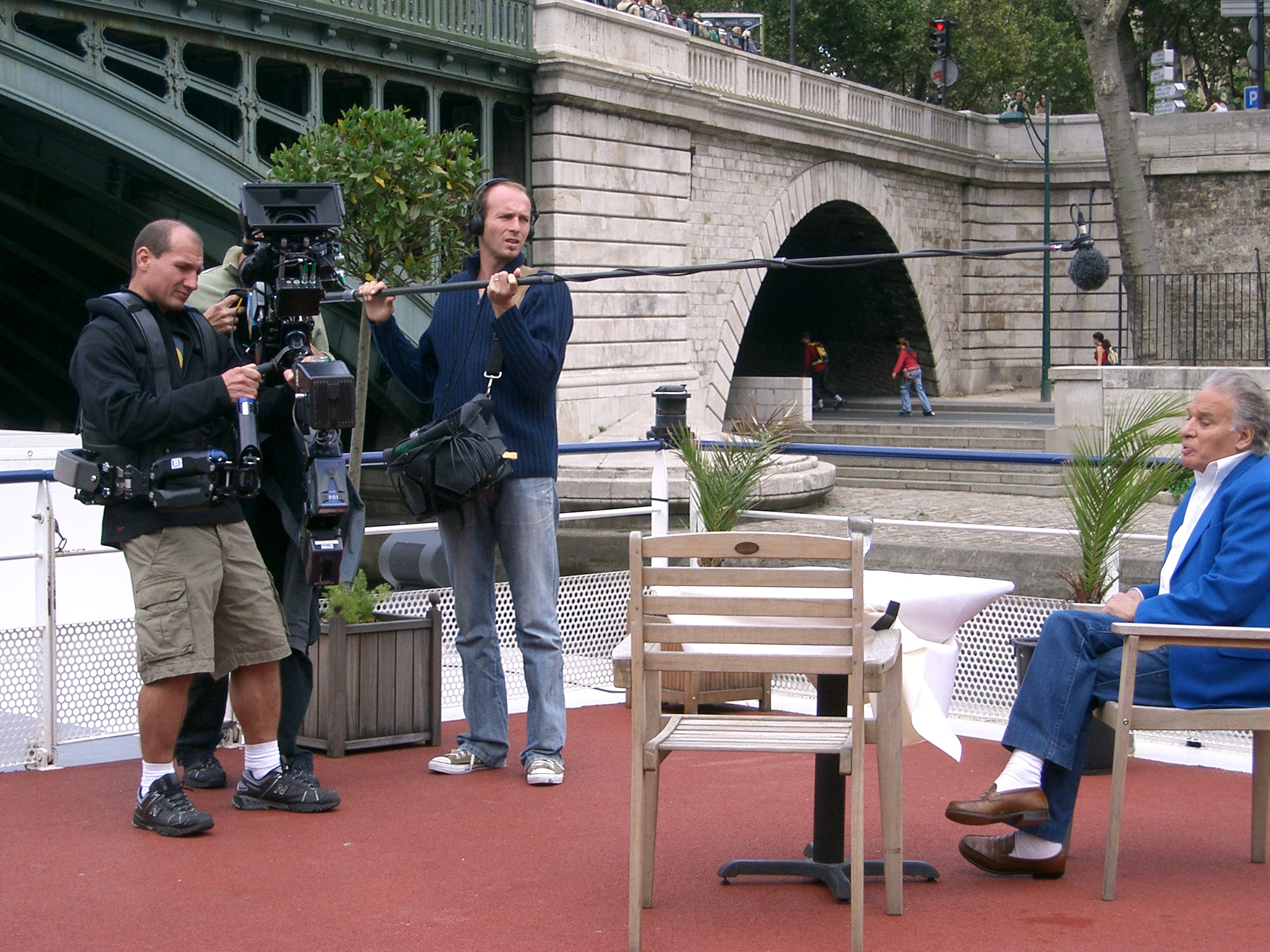
Uma pequena equipe de filmagem em ação

Nos anos 1980, os primeiros filmes para cinema realizados em vídeo (por cineastas como Michelangelo Antonioni, Jean-Luc Godard, Francis Ford Coppola e outros) começaram a tornar irrelevante esta distinção. Passou a ser cada vez mais comum a expressão aparentemente contraditória "filmagem em vídeo" , assim como a aparentemente redundante "filmagem em película" .
A partir dos anos 1990, com a crescente substituição das tecnologias cinematográfica e eletrônica pelos processos digitais, mesmo as expressões "filmagem em vídeo" e "filmagem em película" foram sendo abandonadas. Na primeira década do século XXI, considera-se a palavra "filmagem" perfeitamente aplicável a qualquer forma de captação de imagens com impressão de movimento, tanto em relação ao ato de registro quanto ao processo de produção.
O próprio Houaiss (2001) já registra, para "filmar", o sentido de "fazer um filme, cinematografar, rodar, registrar em filme", mas também "gravar, passar para a linguagem cinematográfica, para vídeo etc. um trabalho artístico de outra natureza"; e para "filmagem" a definição bastante ampliada de "ato, processo ou efeito de filmar, de gravar (cena, paisagem etc.), profissional ou amadoristicamente, utilizando equipamentos apropriados".
Da mesma forma, em inglês, a palavra "shooting" continua se referindo a qualquer forma de captação de imagens - e cada vez menos especificada como "film shooting", "video shooting" ou "digital shooting" - enquanto que o termo "filmmaking" é hoje aplicado indistintamente a diferentes processos de produção audiovisual.